# 네브라 하늘원반

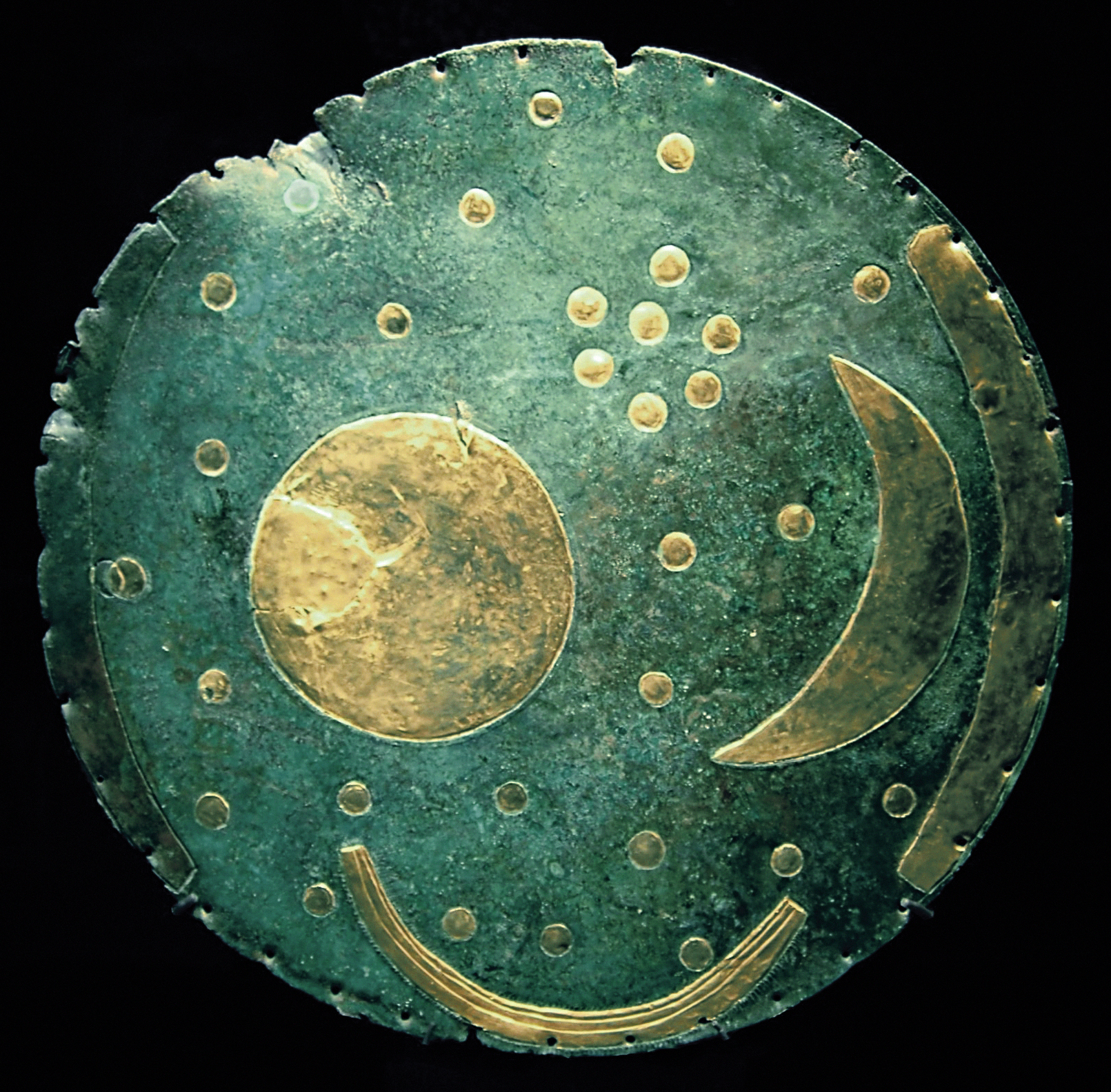

네브라 하늘원반(독일어: Himmelsscheibe von Nebra)은 직경 30 센티미터 무게 2.2 킬로그램의 청동제 원반이다. 원반은 청록색 녹청으로 덮여있고 금으로 상징물들이 박혀 있다. 상징물들은 태양 또는 보름달, 초승달, 그리고 별들(이 중에 플레이아데스로 해석되는 별도 있음)로 해석된다.
독일 작센안할트주의 네브라에서 발견되었으며, 그 제작시기는 기원전 1600년경으로 생각된다. 청동기 시대 우네치체 문화와 관련이 있다. 당대의 다른 세공 양식과는 매우 이질적이라 처음엔 위조 논란이 있었으나, 현재는 진품으로 널리 인정받고 있다.
네브라 하늘원반은 천문 현상을 구체적 실체로 묘사한 것으로는 전세계에서 가장 오래된 것이다. 2013년 6월에 네브라 하늘원반은 유네스코 세계기록유산에 올랐다.

## 같이 보기
- 비커 문화